# Zielonogórski
Zielonogórski là một huyện thuộc tỉnh Lubuskie của Ba Lan. Huyện có diện tích 1569 km². Đến ngày 1 tháng 1 năm 2011, dân số của huyện là 92160 người và mật độ 59 người/km².